# Prix Trevor-Hoffman
Le Prix Trevor Hoffman (en anglais : Trevor Hoffman National League Reliever of the Year Award) est un prix remis par la Ligue majeure de baseball. Il récompense annuellement le meilleur lanceur de relève de la Ligue nationale.

## Histoire
Créé en avril 2014, le prix est nommé en l'honneur de l'ancien releveur étoile Trevor Hoffman. Son équivalent pour les lanceurs de la Ligue américaine de baseball est le prix Mariano Rivera. Ces deux prix remplacent des honneurs équivalents : le Rolaids Relief Man of the Year Award, décerné de 1976 à 2012, et les prix des meilleurs releveurs de l'année et du mois octroyé par la Ligue majeure de baseball de 2005 à 2013.
Le premier gagnant est annoncé le 22 octobre 2014 et il s'agit de Craig Kimbrel des Braves d'Atlanta.

## Gagnants
| Année | Gagnant           | Équipe                 |
| ----- | ----------------- | ---------------------- |
| 2014  | Craig Kimbrel     | Braves d'Atlanta       |
| 2015  | Mark Melancon     | Pirates de Pittsburgh  |
| 2016  | Kenley Jansen     | Dodgers de Los Angeles |
| 2017  | Kenley Jansen (2) | Dodgers de Los Angeles |
| 2018  | Josh Hader        | Brewers de Milwaukee   |
| 2019  | Josh Hader (2)    | Brewers de Milwaukee   |
| 2020  | Devin Williams    | Brewers de Milwaukee   |
| 2021  | Josh Hader (3)    | Brewers de Milwaukee   |